# Japoński Komitet Olimpijski
Japoński Komitet Olimpijski (jap. 日本オリンピック委員会 Nippon Orinpikku Iinkai) – stowarzyszenie związków i organizacji sportowych z siedzibą w Tokio, zajmujące się organizacją udziału reprezentacji Japonia na igrzyskach olimpijskich oraz upowszechnianiem idei olimpijskiej i promocją sportu, a także reprezentowaniem japońskiego sportu w organizacjach międzynarodowych, w tym w Międzynarodowym Komitecie Olimpijskim.

## Prezesi
| Nr | Prezes                   | Lata urzędowania |
| -- | ------------------------ | ---------------- |
| 1  | Kanō Jigorō              | 1911–1921        |
| 2  | Seiichi Kishi            | 1921–1933        |
| 3  | Matahiko Oshima          | 1936–1937        |
| 4  | Hirishi Shimomura        | 1937–1942        |
| 5  | Ryōzō Hiramuma           | 1945–1946        |
| 6  | Ryotaro Azuma            | 1947–1958        |
| 7  | Jyuichi Tsushima         | 1959–1962        |
| 8  | Prince Tsuneyoshi Takeda | 1962–1969        |
| 9  | Hanji Aoki               | 1969–1973        |
| 10 | Masaji Tabata            | 1973–1977        |
| 11 | Katsuzi Shibata          | 1977–1989        |
| 12 | Yoshiaki Tsutsumi        | 1989–1990        |
| 13 | Hironoshin Furuhashi     | 1990–1999        |
| 14 | Yushirō Yagi             | 1999–2001        |
| 15 | Tsunekazu Takeda         | 2001–2019        |
| 16 | Yasuhiro Yamashita       | od 2019          |